# Pacific Glory
Die Pacific Glory war ein unter der Flagge Liberias betriebener Tanker. Das Schiff kollidierte im Oktober 1970 im Ärmelkanal mit einem anderen Tanker und geriet in Brand.

## Allgemeines
Das Schiff wurde 1966 unter der Baunummer 166 auf der Werft Sasebo Heavy Industries in Sasebo, Japan, gebaut. Der Stapellauf des Schiffes erfolgte im April, die Fertigstellung im Oktober 1966.
Das Schiff war ein Einhüllenschiff. Angetrieben wurde es von einem Dieselmotor, der auf einen Propeller wirkte. Die Decksaufbauten befanden sich im Heckbereich des Schiffes, die Ladungstanks waren davor angeordnet. Im Mittschiffsbereich befanden sich zwei Manifolds mit jeweils einem Ladebaum für die Schlauchübernahme.

## Kollision im Oktober 1970
Die Pacific Glory befand sich im Oktober 1970 mit einer 42 Mann starken Besatzung auf der Fahrt nach Rotterdam. Geladen hatte das Schiff rund 70.000 t Rohöl aus Nigeria. Am Abend des 23. Oktobers kollidierte es rund sechs Seemeilen vor der Isle of Wight mit dem Tanker Allegro, der sich mit rund 100.000 t Rohöl aus Libyen auf dem Weg nach Fawley südlich von Southampton befand. Beide Schiffe liefen vor der britischen Küste in östliche Richtung, die Pacific Glory mit 15 kn auf Kurs 087°, der kurz vor der Kollision auf 080° geändert wurde, die Allegro mit 15,5 kn auf Kurs 060°. Die Pacific Glory befand sich auf der Backbordseite der Allegro, woraus die Schiffsführung der Allegro schloss, vorfahrtsberechtigt zu sein. Die Allegro fuhr etwas schneller als die Pacific Glory, was wiederum die Schiffsführung der Pacific Glory dazu veranlasste, anzunehmen, überholt zu werden und somit vorfahrtsberechtigt zu sein. Beide Schiffe machten lediglich durch Lichtzeichen und akustische Signale des Typhons auf sich aufmerksam. Erst als Manöver des letzten Augenblicks änderten beide Schiffe ihre Kurse. Dadurch kollidierten sie im Heckbereich.
Bei der Kollision wurde die Pacific Glory auf ihrer Steuerbordseite im Bereich vor den Decksaufbauten beschädigt. Auch ein Tank riss auf, aus dem Rohöl auslief. Das entstehende Gasgemisch entzündete sich. Dies führte zu einer Explosion, bei der fünf Seeleute an Bord der Pacific Glory ums Leben kamen. Durch die Explosion wurde ein weiterer Tank beschädigt. Aus dem Tank, der 35.400 Barrel Rohöl enthielt, liefen rund 24.780 Barrel aus. Ein Teil des Öls verbrannte. Es bildeten sich aber auch drei Ölteppiche. In dem Chaos infolge der Explosion sprangen mehrere Seeleute über Bord. Acht weitere Seeleute kamen im auf dem Wasser treibenden, brennenden Öl um. 29 Besatzungsmitglieder wurden gerettet.
Nach der Kollision eilten mehrere Schiffe zum Unglücksort, darunter Schlepper, das in Bembridge auf der Isle of Wight stationierte RNLI-Rettungsboot Jesse Lumb, den beiden Fregatten HMS Andromeda und HMS Zulu der Royal Navy sowie Fähren. Außerdem wurden Hubschrauber zum Unglücksort entsandt.
Infolge der Kollision und der Explosion an Bord der Pacific Glory lief der Maschinenraum des Schiffes voll Wasser, wodurch das Achterschiff des Tankers zu sinken begann. Die Pacific Glory wurde in flaches Wasser in der Sandown Bay im Südosten der Isle of Wight geschleppt, um ein Sinken zu verhindern. Die Allegro konnte aus eigener Kraft nach Fawley fahren.
Das auf dem Wasser treibende Öl wurde von anderen Schiffen aus mit Dispergatoren bekämpft. Hierdurch konnte ein drei Meilen langer Ölteppich aufgelöst werden. Die anderen Ölteppiche wurden durch den Seegang aufgelöst. Nur geringe Mengen des ausgelaufenen Öls gelangte in Brighton und Selsey an die Küste. Die Royal Society for the Protection of Birds meldete nur wenige in Folge der Ölverschmutzung angespülte tote oder ölverschmutzte Vögel.
Die Brandbekämpfung dauerte die beiden Tage nach der Kollision an. Nachdem das Feuer gelöscht war, waren der Achterschiffsbereich und Teile des Deckshauses ausgebrannt.
Am 29. Oktober wurde ein Teil des Öls an Bord der Pacific Glory in den Tanker Halia umgepumpt. Zunächst konnten 10.600 Barrel geleichtert werden, bevor die Operation wegen sich verschlechternden Wetters unterbrochen werden musste. Am 5. November wurde das Leichtern wieder aufgenommen und so schließlich 44.000 Barrel aus der Pacific Glory abgepumpt.
Am 6. November wurde das Schiff wieder schwimmfähig gemacht und in die Lyme Bay geschleppt. Dort wurde es für die Schleppreise nach Rotterdam vorbereitet. Am 17. November erreichte das Schiff Europoort im Hafen Rotterdam. Dort wurde das noch in den Tanks befindliche Öl gelöscht. Insgesamt wurden rund 453.120 Barrel Rohöl aus den Tanks des Schiffes abgepumpt. Das Schiff wurde zum Totalverlust erklärt.

## Verbleib des Schiffes
Nachdem das Schiff rund ein Jahr im Hafen gelegen hatte, wurde es nach Hongkong geschleppt und dort repariert. 1972 wurde es als Oriental Confidence wieder in Fahrt gebracht. Anfang 1982 wurde das Schiff in Kaohsiung verschrottet.